# 재킷

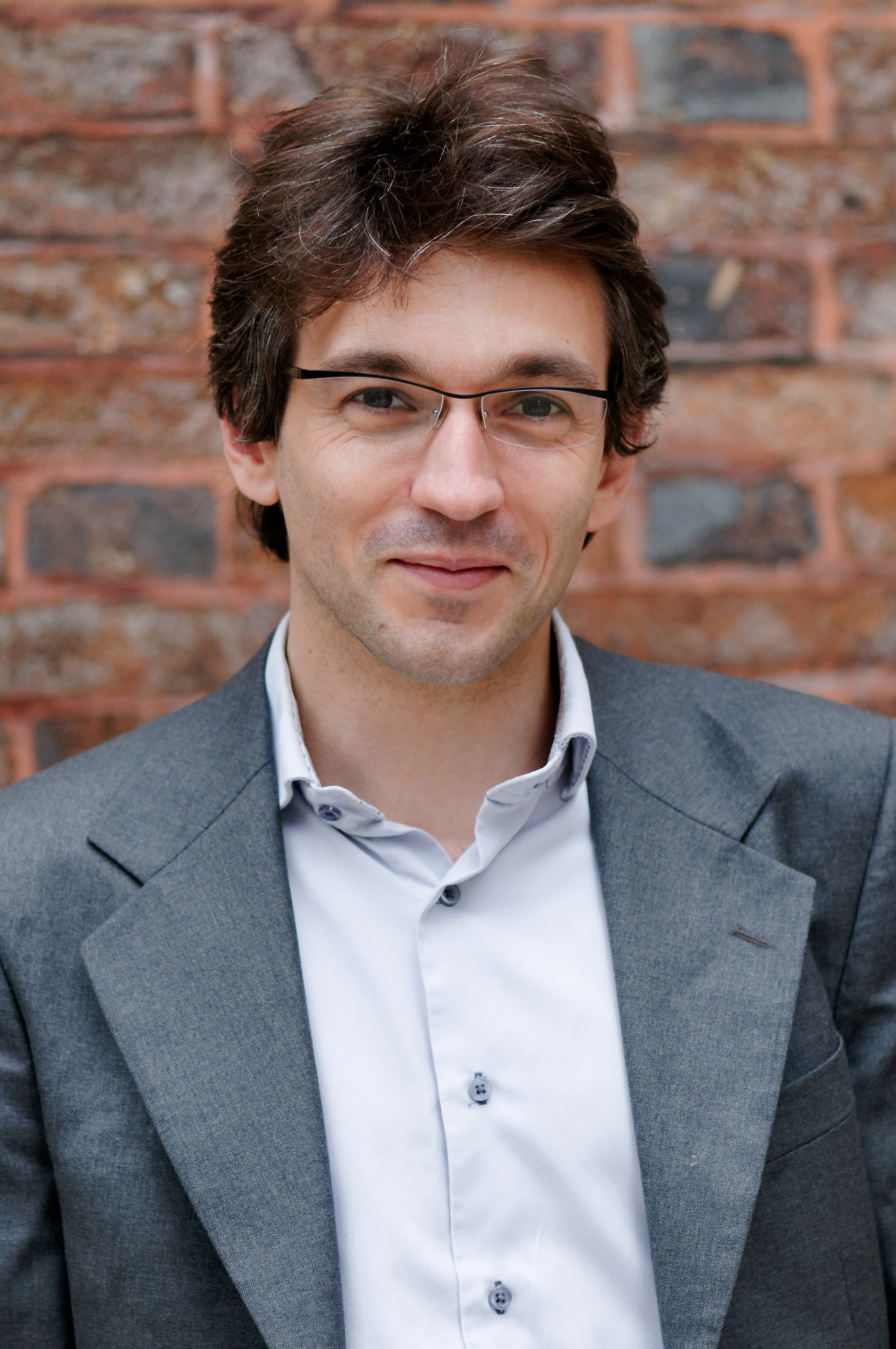
회색 재킷을 입은 남자.

재킷(영어: jacket)은 앞이 터지고 소매가 달린 짧은 상의이다. 큰 분류로 모든 웃옷을 재킷으로 분류하기도 한다. 자켓은 상체의 중간정도인 배까지 오는 길이의 의류이다. 일반적으로 소매가 있고 앞 또는 측면에 고정된다. 재킷은 일반적으로 아우터인 코트보다 얇고, 타이트하다. 품이 넉넉하고 활동성이 좋은 것을 점퍼(jumper) 또는 잠바라고 부르기도 한다. 몇몇은 패셔너블하고 보호의 역할을 하기도 한다. 보통 패딩이라고도 한다.

## 개요
길이는 엉덩이까지 오거나 그보다 더 짧다. 여러 가지가 있는데 용도에 따라 사무용, 레저용, 스포츠용이 있고, 종류에는 테일러재킷·사파리재킷·블레이저재킷·노포크재킷·이튼재킷·스펜서재킷·볼레로재킷 등이 있다.

## 재킷 목록
- 블레이저
- 블루종
- 플라이트 재킷
- 카디건
- 디너 재킷(턱시도)
- 더블릿
- 다운 재킷
- 후디
- 파카
- 다운 재킷
- 세일러복
- 바람막이
- 트레이닝복

## 같이 보기
- 저고리
- 마고자
- 바람막이
- 고어텍스